# Scolecida
Infra-classe
Les Scolecida sont une infra-classe de l'embranchement des annélides, de la classe des polychètes. Ce sont des vers marins.

## Liste des familles
Selon World Register of Marine Species (25 novembre 2017) :
- famille Arenicolidae Johnston, 1835 -- 7 genres
- famille Capitellidae Grube, 1862 -- 48 genres
- famille Cossuridae Day, 1963 -- 1 genre
- famille Maldanidae Malmgren, 1867 -- 47 genres
- famille Opheliidae Malmgren, 1867 -- 10 genres
- famille Orbiniidae Hartman, 1942 -- 21 genres
- famille Paraonidae Cerruti, 1909 -- 8 genres
- famille Scalibregmatidae Malmgren, 1867 -- 18 genres
- famille Travisiidae  Hartmann-Schröder, 1971 -- 1 genre

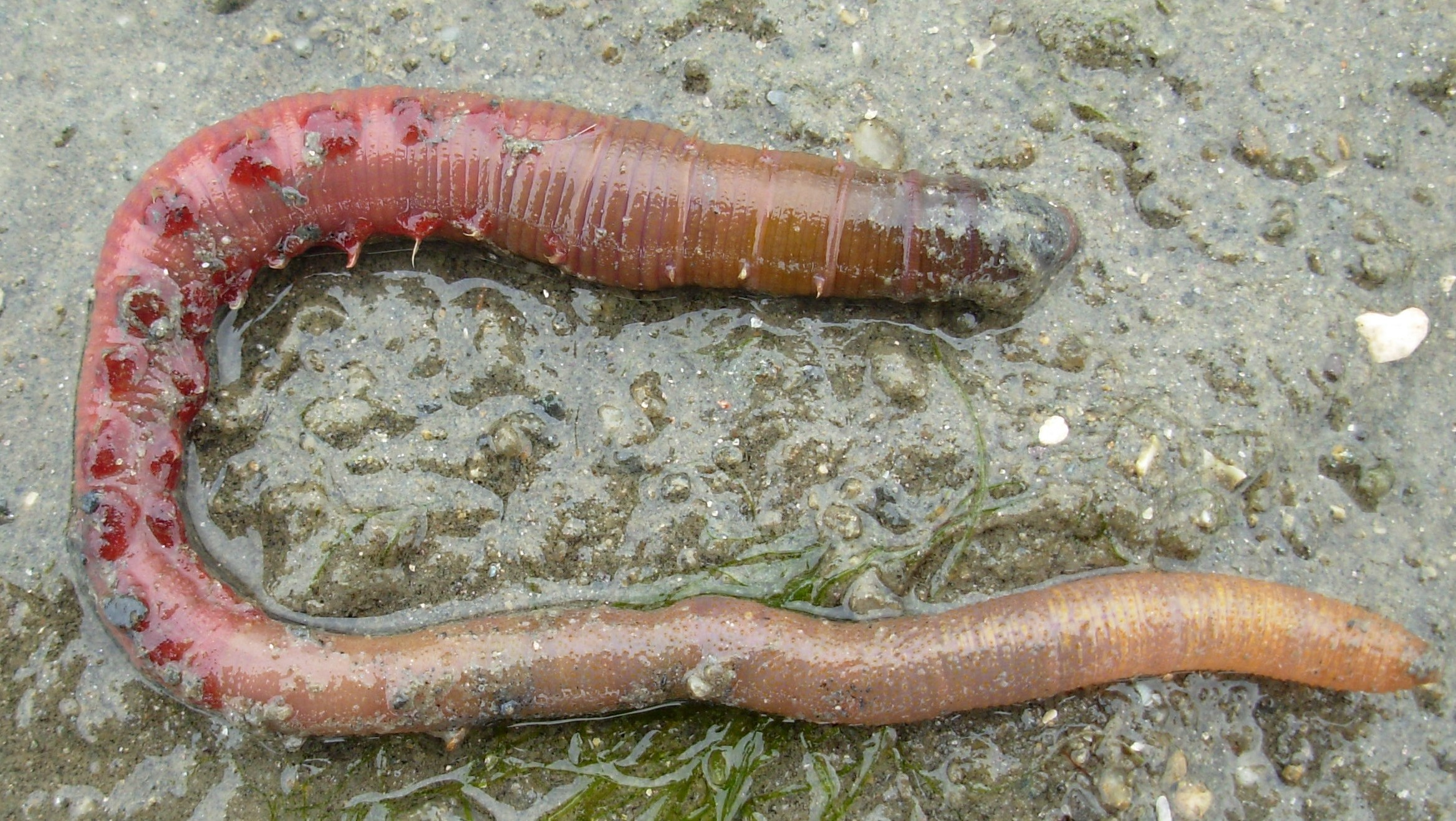
Arenicola marina (Arenicolidae)
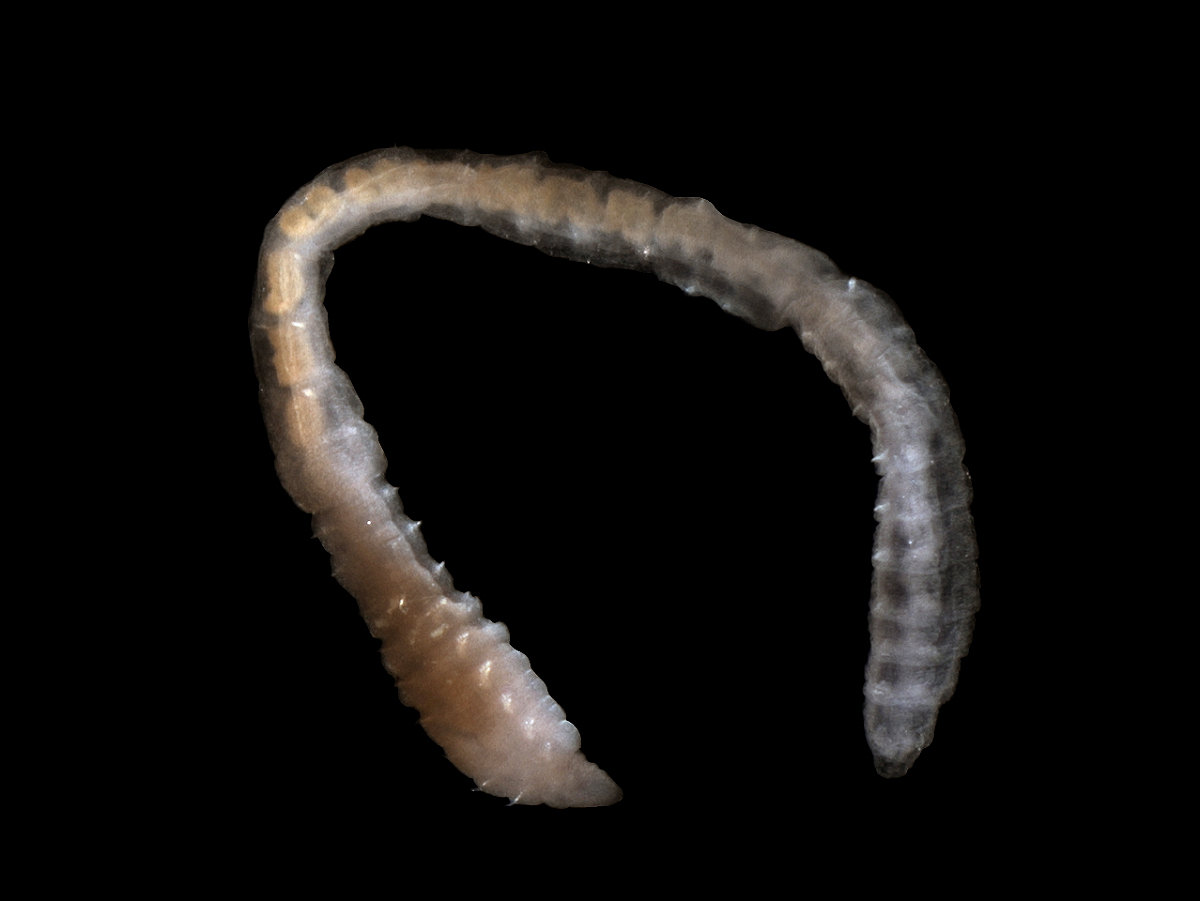
Capitella capitata (Capitellidae)
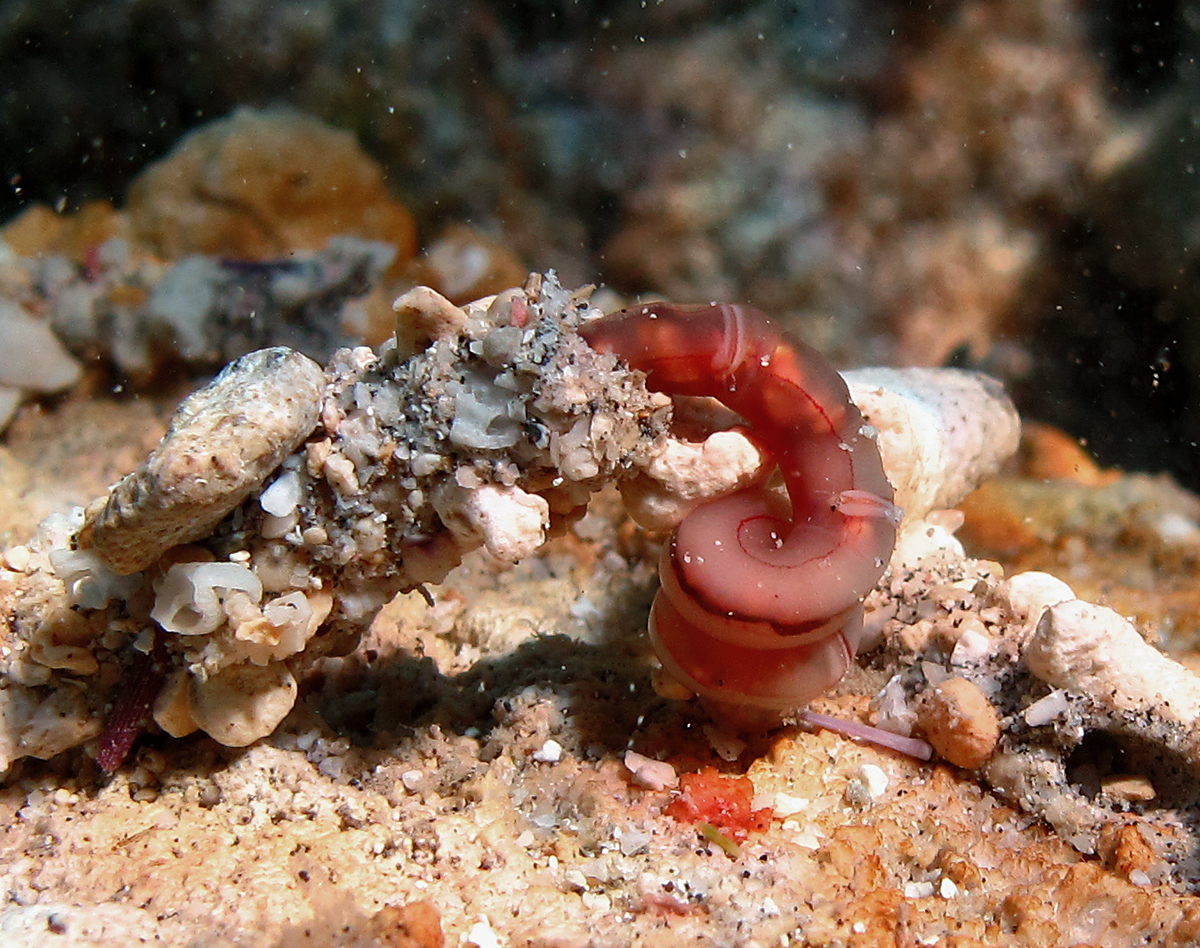
Un ver bambou de la famille des Maldanidae
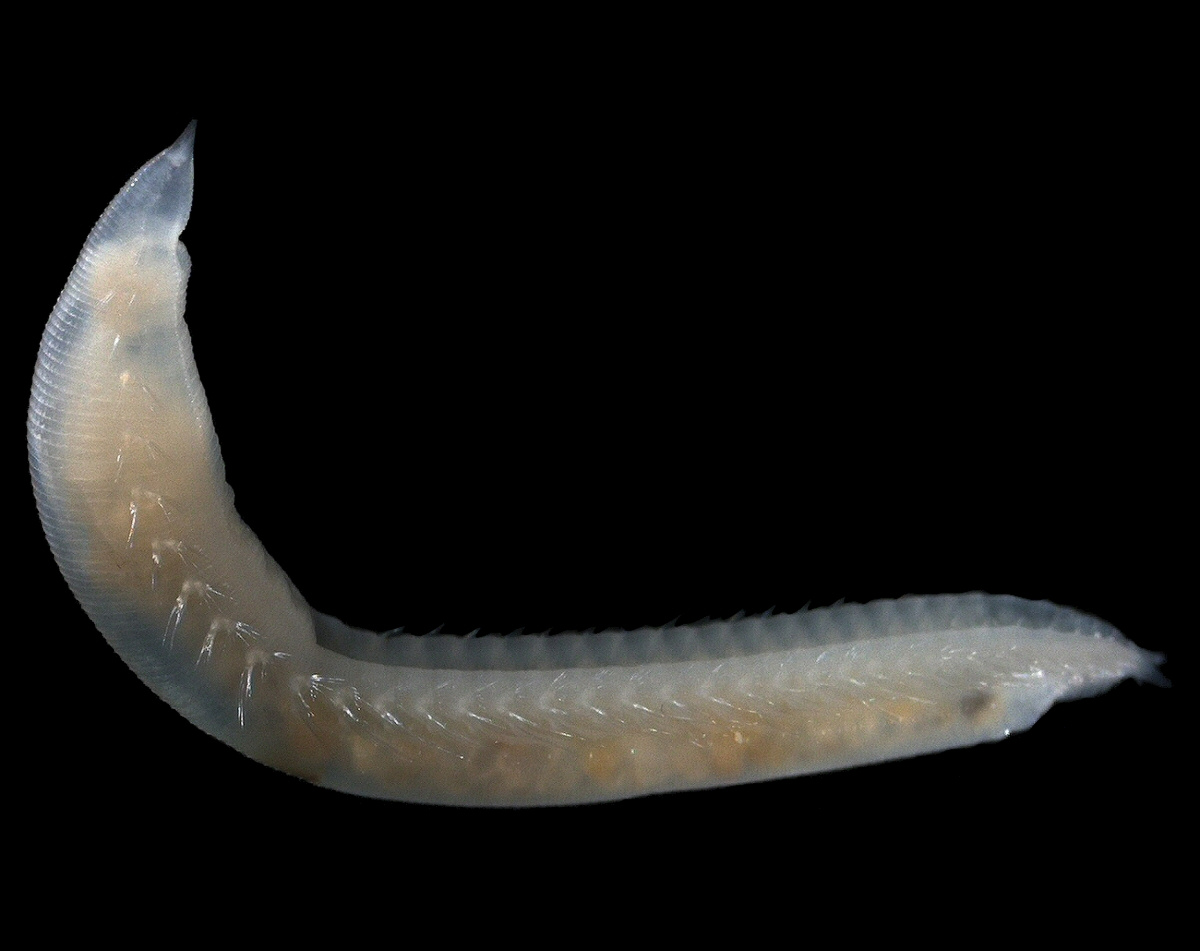
Ophelia limacina (Opheliidae)
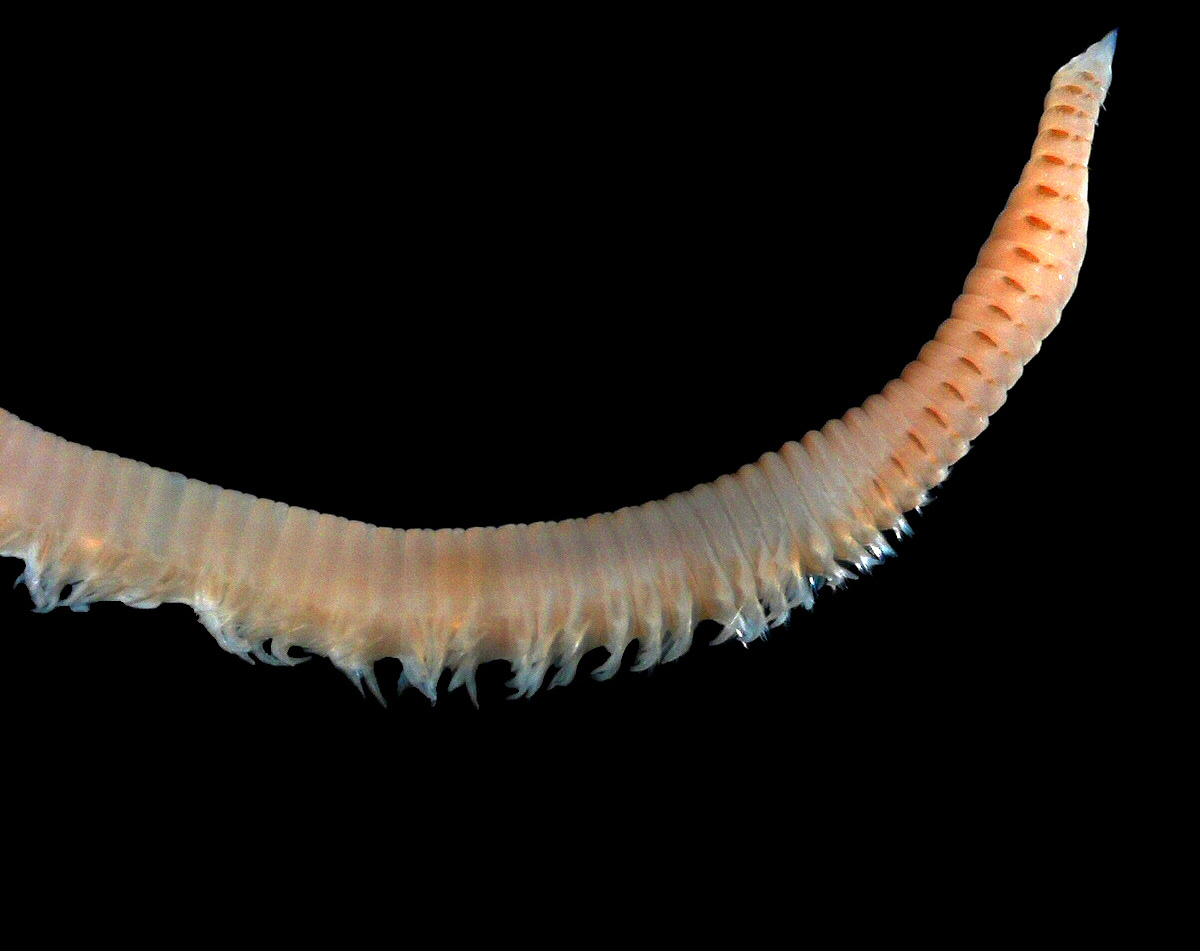
Scoloplos armiger (Orbiniidae)
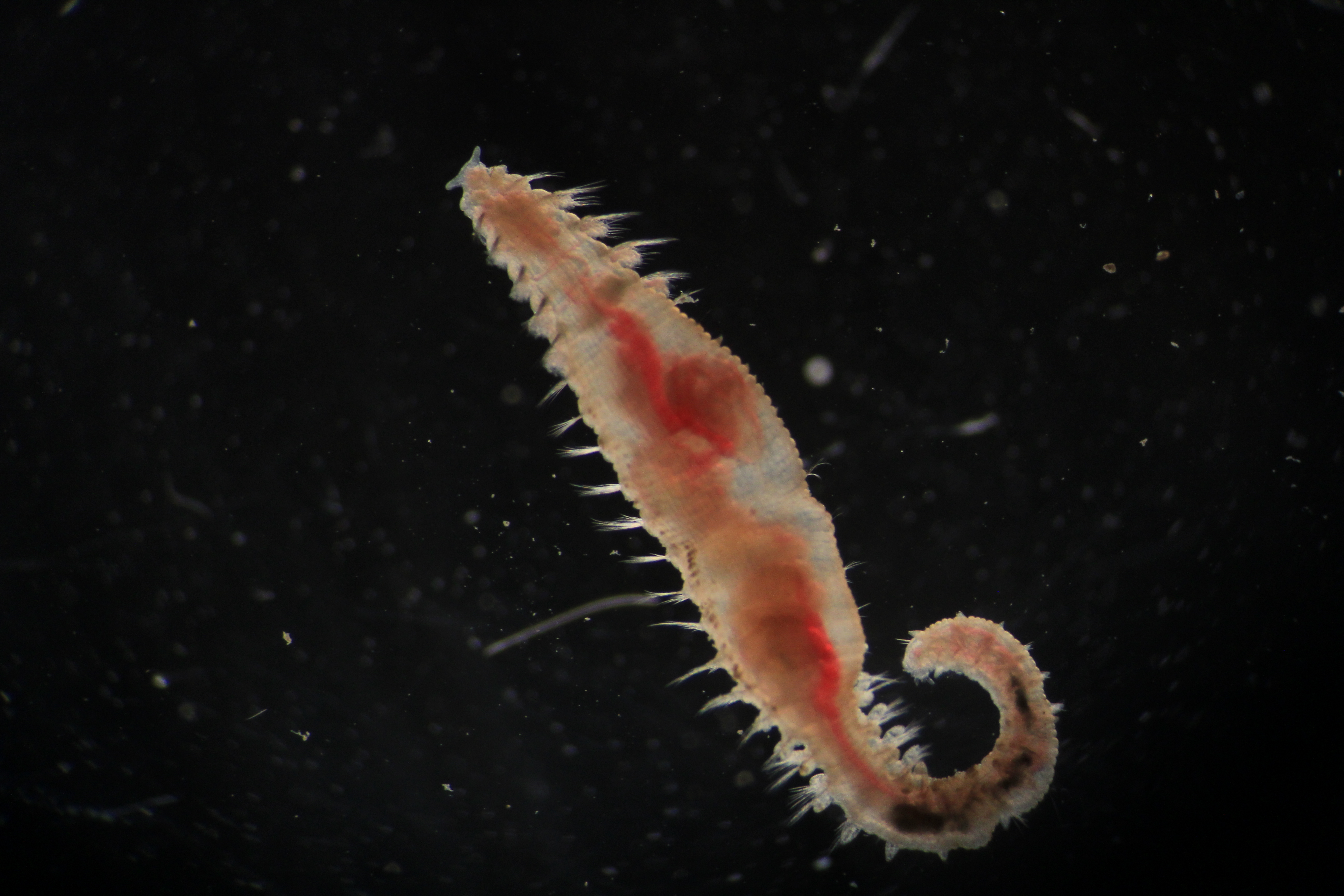
Scalibregma inflatum (Scalibregmatidae)